# Kumang
Kumang – bogini-matka Ibanów, mieszkańców Borneo. Bogini Kumang która miała białe plecy opiekowała się rajem – domem pierwszego Ibana, Bujanga.